# Cerro Blanco, Cosoleacaque
Cerro Blanco är en ort i Mexiko.   Den ligger i kommunen Cosoleacaque och delstaten Veracruz, i den sydöstra delen av landet, 500 km öster om huvudstaden Mexico City. Cerro Blanco ligger 22 meter över havet och antalet invånare är 103.
Terrängen runt Cerro Blanco är platt. Runt Cerro Blanco är det tätbefolkat, med 343 invånare per kvadratkilometer. Närmaste större samhälle är Minatitlán, 8,1 km sydost om Cerro Blanco. Omgivningarna runt Cerro Blanco är en mosaik av jordbruksmark och naturlig växtlighet.